# Cantonul Bonneval
Cantonul Bonneval este un canton din arondismentul Châteaudun, departamentul Eure-et-Loir, regiunea Centru, Franța.

## Comune
| Comune                 | Populație (1999) | Cod poștal | Cod INSEE |
| ---------------------- | ---------------- | ---------- | --------- |
| Alluyes                | 619              | 28800      | 28005     |
| Bonneval               | 4 285            | 28800      | 28051     |
| Bouville               | 419              | 28800      | 28057     |
| Bullainville           | 83               | 28800      | 28065     |
| Dancy                  | 178              | 28800      | 28126     |
| Flacey                 | 193              | 28800      | 28153     |
| Le Gault-Saint-Denis   | 538              | 28800      | 28176     |
| Meslay-le-Vidame       | 402              | 28360      | 28246     |
| Montboissier           | 279              | 28800      | 28259     |
| Montharville           | 77               | 28800      | 28260     |
| Moriers                | 210              | 28800      | 28270     |
| Neuvy-en-Dunois        | 310              | 28800      | 28277     |
| Pré-Saint-Évroult      | 277              | 28800      | 28305     |
| Pré-Saint-Martin       | 139              | 28800      | 28306     |
| Saint-Maur-sur-le-Loir | 387              | 28800      | 28353     |
| Sancheville            | 704              | 28800      | 28364     |
| Saumeray               | 354              | 28800      | 28370     |
| Trizay-lès-Bonneval    | 253              | 28800      | 28396     |
| Villiers-Saint-Orien   | 156              | 28800      | 28418     |
| Vitray-en-Beauce       | 289              | 28360      | 28419     |